# Менесес, Карлос Хулио
Карлос Хулио Менесес Ладрон де Гевара (исп. Carlos Julio Meneses Ladrón de Guevara; 6 июня 1863, Мехико — 6 апреля 1929, Мехико) — мексиканский пианист, дирижёр и музыкальный педагог.

## Биография
Сын и ученик органиста Клементе Менесеса. С 16 лет работал концертмейстером и репетитором в оперной компании Анхелы Перальта, с 1886 года преподавал в Национальной консерватории, затем основал собственную школу пианистов. В 1890 году во время мексиканских гастролей Эжена д’Альбера играл со знаменитым пианистом в четыре руки.
С 1892 года преимущественно сосредоточился на дирижёрской деятельности и педагогике, предоставляя своим ведущим ученикам (в частности, Педро Огасону) возможность выступлений со своим оркестром. Среди других учеников Менесеса были Карлос дель Кастильо и Луис Моктесума. В 1908—1909 годах был ректором Национальной консерватории, затем продолжал вести в ней фортепианный класс. Умер во время урока.